# Kirche Görke

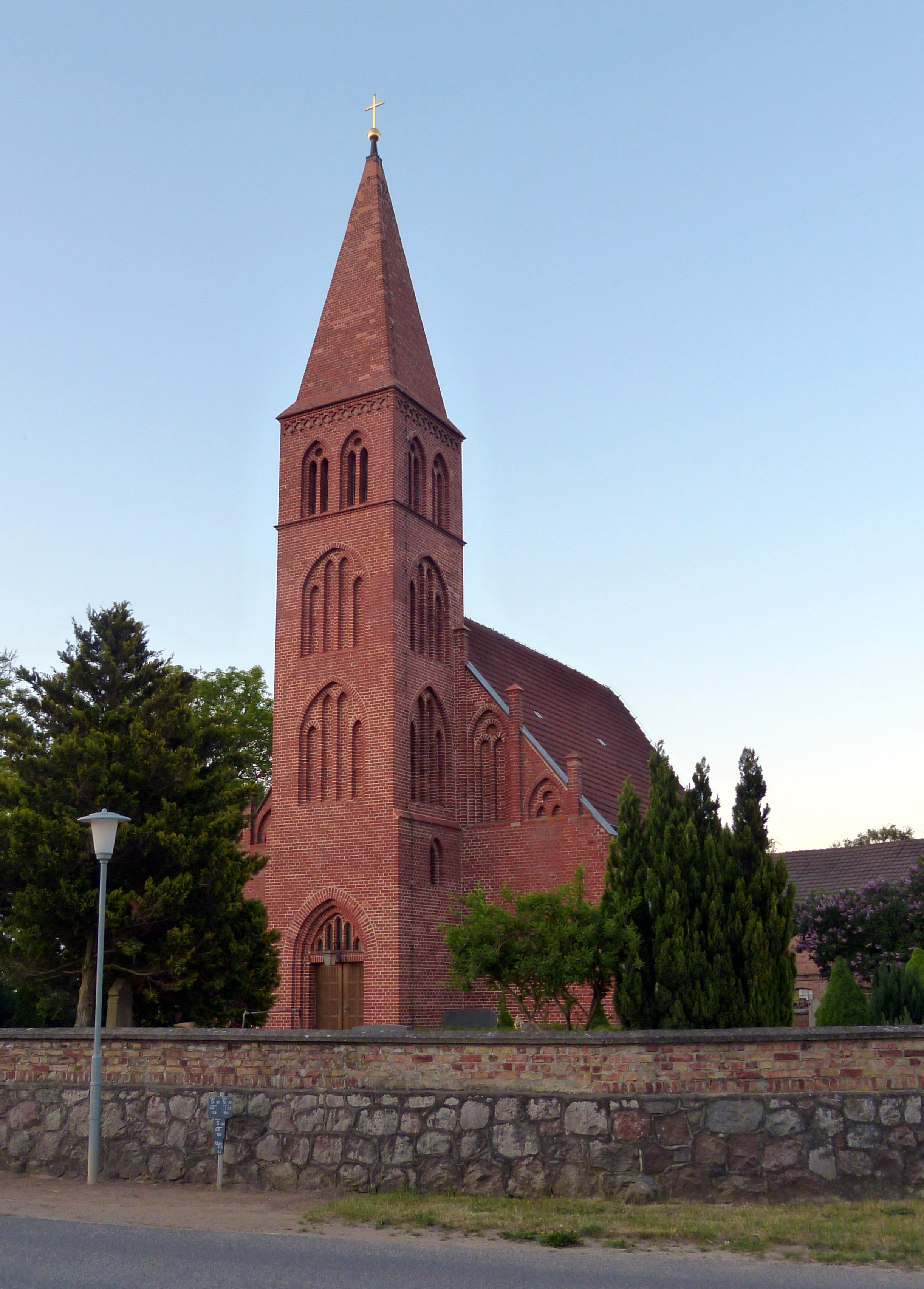
Kirche Görke

Die Kirche Görke ist ein aus dem 14. Jahrhundert stammendes Kirchengebäude im Ortsteil Görke der Gemeinde Postlow in Vorpommern.
Der ziegelgedeckte Saalbau aus nachträglich verputztem Backstein mit dreiseitigem Ostschluss und Strebepfeilern wurde in der Mitte des 14. Jahrhunderts errichtet. Bei einer Restaurierung im Jahr 1861 entstanden der westliche Blendengiebel und der Turm aus Backstein, auch wurden die dreiteiligen Spitzbogenfenster erneuert. Die gestuften Gewände der je zwei großen Spitzbogenportale an der Nord- und Südseite weisen einen eingestellten Rund- und Birnstab auf. Westgiebel und Turm zeigen gruppierte, schmale Blenden. Der zweiteilige Giebel mit Scheitelkreis ist durch Fialen gegliedert. Das Pyramidendach des Kirchturmes ist aus Backstein gemauert.
Der flachgedeckte Innenraum weist eine neugotische Holzausstattung mit Blockaltar, Kanzel, Chorschranken, Gestühl und Westempore auf. Den Altar zieren Kleeblattbogenblenden, die Chorschranken besitzen eine durchbrochene Brüstung und jeweils einen großen Wimperg zwischen Fialen als Abschluss zur Längswand. An der Aufgangsbrüstung der Kanzel ist durchbrochenes Kleeblattbogenmaßwerk angebracht, die Westempore zeigt ein Vierblattmotiv. Die Orgel mit neugotischem Prospekt wurde 1882 von Barnim Grüneberg aus Stettin gefertigt. 1990 wurde der Innenraum renoviert.
Die einzige Glocke der Kirche wurde 1769 von Johann Heinrich Scheel aus Stettin gegossen.
Die evangelische Kirchengemeinde gehört seit 2012 zur Propstei Pasewalk im Pommerschen Evangelischen Kirchenkreis der Evangelisch-Lutherischen Kirche in Norddeutschland. Vorher gehörte sie zum Kirchenkreis Greifswald der Pommerschen Evangelischen Kirche.